# Réserve de Wonga Wongué
Réserve de Wonga Wongué är ett presidentiellt naturreservat i Gabon. Det ligger i provinserna Ogooué-Maritime, Moyen-Ogooué och Estuaire, i den västra delen av landet, 90 km söder om huvudstaden Libreville. Reservatet upprättades 1962 och fick sin nuvarande status, liknande ett viltreservat, 1972. Reservatet är också ett Ramsarområde sedan 1986.